# Janis Moralis
Janis Moralis (gr. Γιάννης Μόραλης, ur. 23 kwietnia 1916 w Arcie, zm. 20 grudnia 2009 w Atenach) – grecki malarz, grafik, ilustrator i scenograf.

## Życiorys
Urodził się 23 kwietnia 1916 roku w Arcie. Przez pewien czas (od roku 1922) jego rodzina mieszkała w Prewezie, po czym w 1927 roku osiadła w Atenach. Tam Moralis z początku uczęszczał na niedzielne wykłady z malarstwa na Akademii Sztuk Pięknych, po czym w 1931 roku rozpoczął studia na uczelni. Kilka miesięcy studiował malarstwo w pracowni Konstantinosa Partenisa, po czym przeniósł się do pracowni Umberta Argyra. W połowie studiów zaczął uczęszczać na dodatkowe zajęcia z grafiki u Janisa Kefallinosa. W 1936 roku ukończył studia i wziął udział w wystawie greckich grafik w Czechosłowacji. Dzięki stypendium wyjechał do Rzymu, po czym przeniósł się do Paryża. We Francji uczęszczał na lekcje malarstwa u Charlesa Guérina na École nationale supérieure des beaux-arts oraz kształcił się w dziedzinie mozaiki na École nationale supérieure d'arts et métiers.
Powrócił do Aten w 1940 roku. Rok później ożenił się z Marią Roussen; para rozwiodła się w 1945 roku. By zarobić na utrzymanie, w latach 1941–1944 Moralis skupił się na malowaniu portretów. W ograniczonej palecie barw i nieznacznej różnicy tonów między światłem i cieniem widać jego zainteresowanie spłaszczeniem formy i przestrzeni. Po wojnie jego poszukiwania struktury formy zaowocowały geometrycznymi kompozycjami. W 1947 roku zaczął wykładać na Akademii Sztuk Pięknych w Atenach, a dziesięć lat później objął stanowisko profesora malarstwa, które piastował do lat 80. W 1949 roku został jednym z członków założycieli będącej pod wpływem École de Paris grupy artystycznej Armos, która dążyła do stworzenia nowoczesnego języka sztuki. Na przełomie lat 50. i 60. zaprojektował i wykonał linearną kompozycję antycznej procesji na ścianie hotelu Hilton w Atenach. Jego pierwsza wystawa indywidualna odbyła się w 1959 roku. Brał udział w licznych wystawach zbiorowych, jego twórczość prezentowana była m.in. podczas Biennale w Wenecji (1958) czy Biennale Tkaniny w Lozannie (1965, 1972). W latach 70. zaczął malować monumentalne kompozycje nawiązujące do attyckich nagrobków. Motywem przewodnim jego prac były postaci kobiece oświetlone silnym frontalnym światłem, wpisane w geometryczną kompozycję. Oprócz malarstwa tworzył także grafiki, plakaty oraz ilustracje książkowe, projekty obiektów przestrzennych i tapiserii dla przestrzeni publicznych, a także scenografię do przeszło 30 przedstawień.
W 1940 roku zdobył brązowy medal podczas panhelleńskiej wystawy sztuki, która odbyła się w Zappeionie. W 1973 roku otrzymał złoty medal za projekt tapiserii na Internationalen Handwerkersmesse w Monachium, a pięć lat później został wyróżniony nagrodą Akademii Ateńskiej. W 1965 roku otrzymał Order Feniksa III klasy z rąk Konstantyna II.
Zmarł 20 grudnia 2009 roku w Atenach.